# Atlantide (DC Comics)
Atlantide è un luogo immaginario nell'Universo DC. La città comparve per la prima volta in Adventure Comics vol. 1 n. 260 (maggio 1959), e fu creata da Robert Bernstein e Ramona Fradon. La storia iniziale della città fu successivamente disposta in The Atlantis Chronicles, una serie limitata pubblicata dalla DC Comics nel 1990. Fu scritta da Peter David ed illustrata da Esteban Maroto.

## Storia

### Atlantide
Il continente di Atlantide fu colonizzato 65.000.000 di anni fa da una razza extraterrestre umanoide, conosciuta come Cacciatori/Raccoglitori che procedette nel progetto di estinzione dei dinosauri. Un milione di anni fa, la società atlantidea prosperava al fianco dell'Homo Erectus, i precursori dell'uomo moderno. Ci volle molto tempo prima dell'intervento dei Marziani Bianchi, la cui manomissione della struttura genetica dell'Homo Sapiens creò il Metagene.
Migliaia di anni fa, quando il livello di magia sulla Terra cominciò a cadere a causa del risveglio di un'entità dormiente conosciuta come Darkworld, la strega atlantidea Citrina fece un patto con i Signori del Caos che governavano Gemworld, cosa che le permise di creare una casa per gli Homo Magi e tutte le creature dipendenti dalla magia, come le Fate, gli Elfi, i Centauri, e così via, che desideravano emigrare dalla Terra. Gemworld fu colonizzata dagli Homo Magi emigrati dalla Terra e crearono le Dodici Case Dominanti di Atlantide.
Darkworld era una dimensione formata dal corpo di un'entità cosmica sconosciuta che successivamente cadde in un sonno profondo. I sogni di questa entità furono i responsabili della creazione dei primi Signori di Caos ed Ordine, Chaon (Caos), Gemimn (Ordine), e Tynan, l'equilibratore. Questi esseri e molti altri cominciarono ad essere venerati come Dei dagli abitanti di Atlantide. Darworld fu collegata ad Atlantide da una massiccia "catena" creata da Deedra, dea della natura. Alcuni maghi atlantidei come Arion e Garn Daanuth più tardi impararono ad incanalare le energie mistiche di Darkworld, permettendogli di avere dei poteri quasi divini.

### Nuova Atlantide
I sopravvissuti atlantidei della città di Challa-Bel-Nalla, poi dominati da Lord Daamon, un antenato di Deimos, si spostarono su Skartaris e formarono un'alleanza con una razza extraterrestre che chiamavano "Red-Moon Gods" (Dei della Luna Rossa). Questi alieni fornirono agli atlantidei la tecnologia avanzata che Travis Morgan avrebbe successivamente scoperto a Nuova Atlantide.

### Lemuria
Nella DC Comics, i Lemuriani sono una razza scientificamente avanzata di umanoidi dalla pelle blu coperti in parte da grandi scaglie verdi, e vivono nella città sottomarina di Lemuria. Zanadu il Maestro del Caos dichiarò di essere uno stregone di Lemuria.

### Sub Diego
Sub Diego è il nome di una porzione della città di San Diego, California che affondò durante un terremoto artificiale, parte di un piano che cambiò parte della sopravvissuta popolazione degli esseri acquatici. La città ebbe un recente incremento della popolazione a causa di un influsso di rifugiati da Atlantide, dopo la distruzione della loro città da parte dello Spettro.

### Xebel
Xebel è un regno ultradimensionale precedentemente governato dalla Regina Mera, e correntemente governata dalla sua nemesi, la Regina V'lana. Anche il nemico di Aquaman conosciuto come Thanatos era di lì. Il regno di Xebel si trova all'interno della "Dimensione Aqua".

## Atlantis Chronicles
The Atlantis Chronicles era una serie limitata di sette numeri pubblicata dalla DC Comics in un formato mensile da marzo a settembre 1990, scritto da Peter David ed illustrato da Esteban Maroto. La serie si concentrava su una serie di storici manoscritti atlantidei, anch'essi chiamati The Atlantis Chronicles, e narravano la cronaca dell'ascesa e della caduta di Atlantide. Ogni numero mostrava un'era o un evento diverso per ogni momento del passato del continente, cominciando con il suo affondamento, come raccontato attraverso il punto di vista degli storici reali.
In un'intervista stampata in un testo di una pagina pubblicata in molti fumetti Marvel anni dopo, Peter David nominò questa serie quando gli fu chiesto qual era il suo miglior lavoro. La domanda successiva gli chiese qual era uno dei suoi progetti maggiori, e lui rispose che desiderava che qualcuno avesse letto The Atlantis Chronicles.

## Artefatti zodiacali

### Cristalli dello Zodiaco
Il Sigillo Atlantideo Reale è uno dei dodici potenti artefatti mistici conosciuti come i Cristalli dello Zodiaco. I Dodici Cristalli furono creati da Calcuha e Majistra; i genitori di Lord Arion di Atlantide. I Dodici Artefatti erano in grado di concentrare l'energia magica della Terra così da poter effettuare imprese magiche e geomanzie. La loro locazione corrente è sconosciuta.

### Monete Zodiacali
C'erano anche Dodici Monete Zodiacali che Dottor Zodiac e Madame Zodiac utilizzarono per potenziare i propri idoli zodiacali, e sia le monete che gli idoli furono visti l'ultima volta in World's Finest Comics n. 288 (febbraio 1983).

## Homo Magi
Nell'Universo DC, l'Homo Magi fu originato nel perduto continente di Atlantide. Il continente era un punto fondamentale per le energie magiche imbrigliate, e gli Homo Sapiens locali si evolsero in Homo sapiens magi come risultato della loro esposizione a queste energie. Dopo la caduta di Atlantide, le persone che avevano una naturale predisposizione per la magia furono perse tra i quattro venti. Oggi, ogni umano capace di scagliare un incantesimo è un discendente degli "Homo Magi" atlantidei.

## Colonie atlantidee
Ci furono numerose città sottomarine chiamate "Atlantide" in molte serie della DC Comics. Incluso:
- Sub Diego, casa del sindaco Cal Durham e Lorena Marquez.
- La città di Tritonis, casa di Re Iqula, Regina S'ona, Lenora Lemaris, Lori Lemaris, e Ronno il Tritonr (ex Mer-Boy).
- Gli affioranti coralli conosciuti come Mercy Reef, luogo dove Aquaman fu abbandonato alla nascita.
- Le città gemelle di Shayeris e Crastinus nella Valle Nascosta, casa degli Idillisti e luogo di nascita di Aqualad.
- La città di Hy-Brasil, casa degli Hy-Brasiliani, l'intera città è una macchina da guerra galleggiante.
- La città dei Lemuriani.
- La città avamposto atlantidea di Venturia, dominio della Regina Clea, nemica di Wonder Woman.
- La città di Aurania, nemica della città di Venturia e della Regina Clea.
- La città di Tlapallan, popolata da sotto specie di Aztechi atlantidei con la pelle stile in onice.
- La regione di Maarzon è popolata da tirbù di barbari dalla pelle verde.
- La città di Thierna Na Oge è la casa di potenti maghi, e governata dalla Regina Nuada Silverhand.
- La città di Nyarl-Amen, casa della Dinastia di Nyarl-Amen, una razza di uomini con la testa di pesce con lance brillanti governati dai Re Stregoni.
- La città di Bitterland, casa di un Cancelliere che viveva sotto il Polo Sud.
- Il Mare dei Sargassi, casa della razza di esseri simili a rane chiamati Trogloditi, che vivevano sotto il Mare dei Sargassi. I trogloditi avevano armi nucleari che erano state recuperate da alcuni sottomarini affondati.
- I profondi Canyon sotto New York Harbor, casa di una razza acquatica telepate simile alle scimmie, conosciuti come i Kogats.
- Referenze di altre città sottomarine con il nome di Atlantide furono in Challengers of The Unknown e The Sea Devils, come la casa dei Delfini e degli Uomini-Pesce.
- Le case di Neptune Perkins, Tsunami, Deep Blue, Little Mermaid (dei Guardiani Globali), Piscator, e Siren furono tutte nominate sotto il nome di Atlantide.

Alcune di queste città esistevano nella continuità pre-Crisi e non è chiaro se sono parte della continuità corrente.

## Altre versioni
- Su Terra-9 (Tangent Comics) la città di Nuova Atlantide fu fondata sopra le rovine di Atlanta, Georgia, dopo che la penisola della Florida di quel mondo fu distrutta in un bombardamento missilistico.
- Su Terra-50 (Wildstorm Comics)  la città di Atlantide fu fondata da due razze aliene conosciute come Kherubim e D'rahn, ed entrambe le razze si allearono contro il loro nemico comune, i Deamoniti. Quando successivamente scoprirono la vera natura degli D'rahn, i Kherubim gli si ribellarono e affondarono la città.